# Alfred Merz
Alfred Merz, född 24 januari 1880 i Perchtoldsdorf vid Wien, död 16 augusti 1925 i Buenos Aires, Argentina, var en österrikisk geograf och oceanograf.
Merz studerade i Wien under bland andra Albrecht Penck och följde denne till Berlin, där han 1921 blev direktor och professor vid Institut für Meereskunde. Han arbetade främst med fysikalisk geografi och havsforskning. Han utförde bland annat hydrografiska undersökningar i Adriatiska havet och strömmätningar i Bosporen och Dardanellerna samt studerade frågor angående tidvatten och havsströmmar, särskilt vad gäller Atlanten. Hans viktigaste insats var planläggningen av den tyska Meteorexpeditionen, för vilken han var vetenskaplig ledare fram till sin död. Åren 1912-18 var han redaktör för "Zeitschrift der Gesellschaft für Erdkunde in Berlin.